# Ru Sevenhuysen
Rudolf (Ru) Sevenhuysen (Rotterdam, 23 februari 1922 - Zuidlaren, 6 september 1987) was een Nederlands (naar eigen zeggen niet zo’n talentvolle) violist, maar belangrijk muziekpedagoog.
Hij was zoon van Petronella Johanna Wervers en koordirigent Albert Wilhelm Sevenhuijsen. Hijzelf was tussen 1945 en 1952 (echtscheiding) getrouwd met pianiste Adriana Johanna van Leeuwen; hij hertrouwde in 1953 met kleuterleidster Gezina Carolina (Geesje/Gé) van der Linde. Van der Linde zette als “orkestmoeder” het werk van haar man voort; ze ontving daarvoor in 2005 een Zilveren Anjer.
Hij kreeg zijn opleiding aan de conservatoria te Rotterdam en Den Haag bij Toon Verhey. Een examen deed hij echter niet omdat tijdens de Duitse bezetting er voor het dan geheten Rijksconservatorium examen gedaan moest worden in Duitsland. 
Zijn naam duikt op in de Delftse pers, wanneer hij in de Tweede Wereldoorlog kamermuziekconcerten geeft met onder andere pianiste Ada van Leeuwen. Ze spelen onder meer in lokale musea, hotels en concertzaaltjes. Ze legden toen de nadruk op modern repertoire, bijvoorbeeld werk van Henk Badings (sonate voor viool en piano), Alexander Voormolen en Oscar van Hemel. Sevenhuysen hield er vaak een praatje bij. Na de bevrijding zetten de twee hun samenwerking voort. Hij trad voorts toe tot de Haarlemse Orkest Vereeniging (1939-1942), Kameropera (1942-1944) en na een periode onderduiken de Groninger Orkest Vereeniging (1945-1959). In Groningen was hij geruime tijd vioolleraar aan het Conservatorium van Groningen.
In 1958 werd hij dirigent van het Groninger Jeugdorkest, dat via het Noordelijk Jeugdorkest, Regionaal Jeugdorkest (Groningen, Friesland, Drenthe en Overijssel) uitgroeide tot het  Jeugd Orkest Nederland.  Hij was in die jaren betrokken bij het bestuur van Stichting Jeugd en Muziek naar model van Marcel Cuvelier en Jean Nicoly. Hij was er tussen 1959 en 1961 bestuurslid, tussen 1961 en 1969 adjunct-directeur en tussen 1959 en 1985 directeur. Hij bouwde het samen met Max Vredenburg uit. Met het RJO won hij prijzen tijdens muziekfestivals in Wenen in 1978 en 1979, de resultaten werden veelal bereikt via studieweekenden in Zeist. Er kwam naast het nationaal jeugdorkest ook aftakkingen, bijvoorbeeld in de vorm van het Rotterdams Jeugd Symfonie Orkest. Het studieweekend van 1987 moest hij vanwege een verslechterende gezondheid aan zich voorbij laten gaan, In dat jaar nam hij ook afscheid van Rotterdam. “Zijn” beweging heeft musici voortgebracht als Jaap van Zweden en Isabelle van Keulen, maar ook een reeks musici die in de symfonieorkesten in Nederland zouden spelen.  
Niet veel later overleed hij op 65-jarige leeftijd in Zuidlaren. Hij werd in Groningen gecremeerd.